# 雲之南
獨舞舞蹈作品《雲之南》於1997年創作。此舞由孫躍編導，表演者為楊雲濤。《雲之南》榮獲第七屆全國少數民族舞蹈「孔雀杯」舞蹈比賽獨舞表演一等獎。此舞亦被列為首屆中國舞蹈節民間舞舞蹈比賽精品展演。